# Jimmy Bivins
Jimmy Bivins est un boxeur américain né le 6 décembre 1919 à Dry Branch, Géorgie, et mort le 4 juillet 2012, d'une pneumonie à East Cleveland, Ohio.

## Carrière
Boxant en mi-lourds et en poids lourds, il remporte des victoires de prestige face à Charley Burley, Gus Lesnevich, Joey Maxim, Ezzard Charles et Archie Moore au début des années 1940 mais sans jamais parvenir à s'emparer d'un titre mondial.

## Distinction
- Jimmy Bivins est membre de l'International Boxing Hall of Fame depuis 1999.